# Stéphanie Đỗ
Stéphanie Đỗ (sinh 20 tháng 12 năm 1979 tại Thành phố Hồ Chí Minh, Việt Nam) là một nữ chính trị gia Pháp, thành viên Đảng Cộng hòa Tiến bước. Bà đắc cử đại biểu quốc hội tỉnh Seine-et-Marne ngày 18 tháng 6 năm 2017 và là phụ nữ gốc Á đầu tiên đắc cử vào Quốc hội Pháp.

## Sự nghiệp
Sau khi tốt nghiệp Thạc sĩ Quản lý Công, chương trình đào tạo kết hợp giữa Trường Hành chính Quốc gia (ENA) và Đại học Paris Dauphine (2014), và chương trình Cao học về Quản lý chuỗi cung ứng toàn cầu tại trường Kedge Business School (2004), Stéphanie Đỗ làm việc cho các công ty tư vấn quốc tế (Capgemini, Sopra Group, Mazars), với tư cách là một nhà tư vấn và quản lý các dự án khắc phục các vấn đề xã hội và kinh tế của doanh nghiệp tư nhân và nhà nước, các hiệp hội và chính quyền hành chính địa phương (2004-2014). Sau đó, bà giữ vị trí quản lý dự án tại Bộ Kinh tế và Tài chính pháp (2014-2017).
Stéphanie Đỗ tham gia vào Đảng "Cộng Hòa Tiến Bước" khi Đảng này được thành lập vào tháng 4 năm 2016, với chức năng là thành viên tham chiếu vận động cho Đảng này tại vùng Seine-et-Marne cho đến tháng 6 năm 2017 và là giám đốc chiến dịch tranh cử của ứng cử viên Emmanuel Macron tại vùng Seine-et-Marne trong cuộc bầu cử tổng thống.
Trong vòng đầu tiên của cuộc bầu cử tổng thống năm 2017, Emmanuel Macron đã dẫn đầu trước Marine le Pen, với 23,11% phiếu bầu so với 22,85% trong vùng lãnh thổ gồm đại đa số là nông thôn. Ở vòng thứ hai, ông Emmanuel Macron đã giành chiến thắng với 63,86% phiếu tại vùng Seine-et-Marne.
Bà được bầu làm Nghị sĩ đại diện vùng Seine-et-Marne trong cuộc bầu cử Quốc hội năm 2017 dưới màu sắc của Đảng "Cộng Hòa Tiến Bước".
Đảng này đã thắng cử bốn ghế tại vùng Seine-et-Marne trong cuộc bầu cử Quốc hội năm 2017.
Năm 2022, bà thất cử trong cuộc bầu cử đại biểu Quốc hội trước đối thủ Maxime Laisney của Liên minh Nhân dân mới vì Sinh thái và Xã hội.

## Quốc hội
Stéphanie Đỗ được bổ nhiệm làm Thư ký của Văn phòng Quốc hội từ tháng 6 đến tháng 10 năm 2017. Cô cũng được bầu làm phó thủ quỹ Văn phòng điều hành của nhóm « Cộng Hòa Tiến Bước ».
Cô tham gia Ủy ban về các vấn đề kinh tế và Ủy ban đánh giá - kiểm soát các chính sách công.
Năm 2019, cô được chỉ định là thành viên của Ủy ban điều tra về tình hình và thực tiễn của các nhà phân phối lớn và các nhóm trong quan hệ thương mại với các nhà cung cấp, và tham gia Ủy ban đặc biệt chịu trách nhiệm xác minh và kiểm toán các tài khoản.
Là thành viên của Ủy ban Kinh tế, cô được bổ nhiệm làm báo cáo viên cho ý kiến ngân sách về nhà ở và chủ trì nhóm công tác về Luật nhà ở (ELAN) do ông Julien Denormandie và ông Jacques Mézard, Thứ Trưởng và Bộ Trưởng phụ trách về Lãnh thổ đề trình.
Cô là tác giả nhiều báo cáo với tư cách là thành viên Ủy ban Kinh tế. Các báo cáo bao gồm một loạt các đề xuất liên quan đến vấn đề nhà ở. Hàng năm, kể từ khi bắt đầu nhiệm kỳ, cô đã được bổ nhiệm làm báo cáo viên tư vấn ngân sách về tín dụng nhà ở trong dự luật tài chính. Báo cáo của cô về ngân sách cho các năm 2018 và 2019, được công bố lần lượt vào ngày 9 tháng 10 năm 2017 và ngày 3 tháng 10 năm 2018. Các báo cáo này được đăng tải trên trang web của Quốc hội Pháp. Cô cũng là tác giả của một báo cáo, được xuất bản vào tháng 01 năm 2018, trong đó mô tả lại các đề xuất được ghi nhận và ban hành bởi nhóm làm việc về dự luật nhà ở (ELAN). Các báo cáo này được đăng tải trên trang web của Stéphanie Đỗ.
Cô tham gia Hội nghị đồng thuận về dự luật nhà ở (ELAN) tại Thượng viện. Cô đã đề trình 63 ý kiến chỉnh sửa cho dự luật ELAN mà 14 trong số đó đã được thông qua. Một ý kiến tiêu biểu trong số đó là nhằm mục đích cung cấp dịch vụ trợ giúp cá nhân về kỹ thuật số, chia sẻ phương tiện giao thông, loại bỏ sự cồng kềnh và tái chế trong các tổ chức nhà ở xã hội. Một số ý kiến khác của cô chỉnh sửa cho dự luật ELAN đã được nêu lên và đề trình dưới danh nghĩa của nhóm đại biểu quốc hội thuộc Đảng « Cộng Hòa Tiến Bước ». Các đóng góp của cô cho dự luật ELAN đã giúp cô được xếp vị trí thứ sáu trong danh sách các đại biểu quốc hội có tầm ảnh hưởng nhất trong năm 2018, theo « Les agences Rumeur Publique » và « Data Observer ».
Về các chức vụ của cô trong các cơ quan ngoài quốc hội, cô là thành viên của Ủy ban Tư vấn Thương mại và là thành viên của Ủy ban Sở tại được quy định tại điều L. 2334-37 của Bộ luật chính quyền địa phương. Cô cũng giữ chức vụ thư ký bộ phận tiếng Pháp của Hội đồng Nghị viện Pháp Ngữ (A.P.F.).
Stéphanie Đỗ tham gia vào việc tái lập quan hệ nghị viện giữa Pháp và Đông Nam Á. Việc giữ chức chủ tịch nhóm hữu nghị Pháp-Việt tại Quốc hội cho phép cô đóng vai trò củng cố mối quan hệ song phương giữa Pháp và Việt Nam. Cô cũng là phó chủ tịch của nhóm hữu nghị nghị viện Pháp-Lào, Pháp-Hàn Quốc  và Pháp-Brunei-Malaysia. Là thành viên bộ phận tiếng Pháp của Hội đồng Nghị viện Pháp Ngữ, Cô mong muốn nêu lên nguyện vọng của các quốc gia nói tiếng Pháp ở châu Á trong tổ chức này.

## Khu vực địa phương
Stéphanie Đỗ đã giải quyết và can thiệp vào các hồ sơ tại khu vực địa phương.
Tại phường Noisiel, sau khi di dời địa điểm nhà xưởng Nestlé France, chủ phân xưởng lớn nhất trong khu vực địa phương bầu cử của bà, Stéphanie Đỗ đã chất vấn Thứ trưởng Bộ Kinh tế Delphine Gény-Stephann vào ngày 22 tháng 2 năm 2018 tại Quốc hội. Thứ trưởng đã xác nhận với bà là Nhà nước sẽ đảm bảo tất cả các biện pháp đã được hỗ trợ cho 1800 nhân viên tại nhà xưởng này.
Đặc biệt, bà đã ủng hộ các hồ sơ của các phường trong khu vực bầu cử của mình để tình nguyện tham gia thử nghiệm dịch vụ Cảnh sát an ninh thường nhật (PSQ) cùng với Bộ Nội vụ của Bộ trưởng Gérard Collomb vào tháng 11 năm 2017. Các phường như Champs-sur-Marne, Emerainville và Noisiel đã tích cực phản hồi và tham gia theo yêu cầu của nữ đại biểu để gửi hồ sơ của họ đến Bộ trưởng Bộ Nội vụ. Nhờ đó Noisiel được chọn vào tháng hai để thiết lập việc thử nghiệm dịch vụ Cảnh sát an ninh thường nhật (PSQ) từ năm 2019.
Stéphanie Đỗ cũng cam kết xây dựng mạng lưới giao thông công cộng mới của Grand Paris Express (GPE). Bà đã huy động để giành ưu tiên cho khu vực bầu cử của mình trong lịch trình thực hiện GPE vào tháng 01 năm 2018 tại hội thảo Grand Paris Express do Thủ tướng Edouard Philippe và Bộ trưởng Bộ Giao thông vận tải Elisabeth Borne tổ chức. Việc vận hành tuyến xe điện 15 (Noisy-Champs) đã được Chính phủ lên kế hoạch cho năm 2024 vì đây là một trong những tuyến giao thông tiện ích nhất cho đại đa số người dân tại vùng Ile-de-France. Sau khi hoãn việc đưa vào vận hành đoạn tàu giữa Chelles và Noisy-Champs của tuyến xe điện 16, Stéphanie Đỗ đã đối thoại với nhiều cơ quan khác nhau (các quan chức tại địa phương, các tỉnh trưởng, các bộ trưởng) để thiếp lập một cuộc đối thoại có lợi cho việc đàm phán về thời gian biểu mới và sự triển khai các giải pháp thay thế. Những nỗ lực trên đã giúp đạt được lời hứa là việc vận hành sẽ được thực hiện trước năm 2030. Tờ báo La Marne vào thứ Tư, ngày 9 tháng 5, đã dành một chuyên mục về các chương trình hành động của nữ đại biểu Quốc hội về vấn đề này.
Sau trận lụt xảy ra ở Seine-et-Marne vào tháng 01 năm 2018, Stéphanie Đỗ đã chất vấn Bộ trưởng Bộ Môi trường Nicolas Hulot và Thứ trưởng Brune Poirson vào ngày 23 tháng 01 năm 2018 tại phiên họp chất vấn Chính phủ. Sự can thiệp của cô đã khuyến khích việc triển khai cơ sở vật chất trong tất cả các đô thị nơi sông Seine chảy qua để ngăn ngừa lũ lụt. Sau đó, vào tháng 05 năm 2018, sau những thiệt hại lớn do những trận lũ mới gây ra, cô lại yêu cầu ông Nicolas Hulot cho các phường tại vùng Seine-et-Marne được công nhận là trong tình trạng thảm họa tự nhiên để được hổ trợ. Vào tháng 09 năm 2018, khoảng một trăm phường, xã tại vùng Seine-et-Marne đã được công nhận là trong tình trạng thảm họa tự nhiên bao gồm 4 phường của của cô (Brou-Sur-Chantereine, Chelles, Lognes và Vaires-sur-Marne).
Stéphanie Đỗ đã hỗ trợ các dự án đầu tư cơ cấu cho các phường ở quận 10 Seine-et-Marne trong bối cảnh kêu gọi các dự án thuộc Bộ phận hỗ trợ đầu tư địa phương (DSIL). Tổng cộng, 11,5 triệu euro tiền vay đã được cấp cho chính quyền vùng Seine-et-Marne vào năm 2018. Ba phường ở quận 10 Seine-et-Marne nhận được tài trợ với tổng số tiền hơn 1 triệu euro. Tại phường Champs-sur-Marne, dự án xây dựng nhà ở bền vững nhận được khoản ngân sách 250.000 euro và năm gia đình sẽ có thể rời khỏi khu ổ chuột. Vào tháng 06 năm 2018, Stéphanie Đỗ đã đề trình với Thủ tướng để ủng hộ cho dự án này. Tại phường Chelles, năm dự án nhận được tài trợ cho tổng ngân sách là 720.118 euro. Trong số đó, một khoản tài trợ trị giá hơn 237 650 euro sẽ được chi trả để thiết lập tiêu chuẩn và an toàn cho các trò chơi của trẻ em. Cuối cùng, tại phường Brou-sur-Chantereine, Nhà nước đã đầu tư đặc biệt 94,045 euro để mở rộng nhà ăn tập thể của trường tiểu học Suzanne Demetz.
Từ năm 2017, Stéphanie Đỗ đã làm việc với các phụ huynh học sinh tại Champs-sur-Marne, Noisiel và Chelles để cải thiện các điều kiện xe vận chuyển học sinh cho trẻ em trên một số đoạn của tuyến xe buýt 25 ở Seine-et-Marne. Thật vậy, xe buýt nội thành không phù hợp cho việc vận chuyển học sinh đã thay thế các xe buýt chở nhiều hành khách. Cô đã phản ảnh các yêu cầu của phụ huynh học sinh cho công ty vận chuyển Île-de-France Mobilités. Nhờ đó mà các xe chuyên chở cho tuyến đường Gournay - Champs-sur-Marne đã được thay thế.

## Quan hệ ngoại giao quốc tế
Vào ngày 26 tháng 03 năm 2018, Tổng Bí thư Đảng Cộng sản Việt Nam Nguyễn Phú Trọng được tiếp đón tại Quốc hội Pháp nhân chuyến thăm chính thức của ông đến nước này. Stéphanie Đỗ, với tư cách là chủ tịch của nhóm hữu nghị Pháp-Việt Nam tại Quốc hội Pháp, đã cùng chủ tịch Quốc hội Pháp François de Rugy tiếp đón và tham gia trao đổi với đoàn. Ngày hôm sau, Tổng thống Emmanuel Macron đã mời bà đến ăn trưa tại Cung điện Élysée để chúc mừng chuyến thăm chính thức của Tổng Bí thư Đảng.
Stéphanie Đỗ cũng tháp tùng Thủ tướng Pháp Édouard Philippe nhân dịp ông đến thăm chính thức Việt Nam từ 1 đến 4 tháng 11 năm 2018. Nhân dịp này, một cuộc họp trao đổi đã được tổ chức giữa các nhóm nghị sĩ Pháp và Việt Nam.
Vào tháng 4 năm 2019, chủ tịch Quốc hội Pháp Richard Ferrand đã chào đón Chủ tịch Quốc hội Việt Nam Nguyễn Thị Kim Ngân, với sự có mặt của cô Stéphanie Đỗ tại Hội nghị lần thứ 11 về Hợp tác phi tập trung Pháp-Việt.